# Picardía (provincia)
Picardía fue desde finales de la Edad Media hasta 1790, una provincia del reino de Francia, al mismo tiempo, un territorio geográfico y cultural, ubicado en el noroeste de Francia y bordeado por el canal. Fue reemplazada de 1972 a 2015 por la región del mismo nombre, así como por parte de Nord-Pas-de-Calais.

## Etimología
Fue a finales del siglo XI que la palabra "Picard" apareció por primera vez en un texto: Guillermo el Picard murió durante la primera cruzada, en 1098. "Picard" designó hombres antes de designar un territorio. En el siglo XIII, había en la Universidad de París una "nación Picardía" (que incluía estudiantes de las diócesis de Beauvais, Noyon, Amiens, Laon, Arrás, Thérouanne, Cambrai, Tournai y parte de las diócesis de Lieja y Utrecht), pero esta "nación" no tenía sentido fuera de la Universidad (prevalecieron los límites entre provincias, incluidos el condado de Artois y el condado de Flandes).
La provincia de Picardía no surgió realmente hasta el final de la Edad Media (finales del siglo XV), cuando se convirtió en la frontera entre los Países Bajos Borgoñones y el Reino de Francia. Entonces se creó un gobierno de Picardía, que desapareció durante la Revolución francesa.
La palabra significa en picardo "pastel", en el sentido de labrador. Los parisinos llamaron "recolectores" a todos los agricultores que vivían al norte de las áreas forestales de Senlisis y Valois (donde los campesinos eran madereros).
En París, el neologismo floreció porque asoció en un juego de palabras el lucio y una provincia conocida por su audacia militar (su milicia se había mostrado en Bouvines en 1214, unos años antes de la aparición de la palabra). Perduró en este sentido los siglos siguientes debido al carácter mostrado por los picardos, como "pico de cabeza", en su compromiso con las libertades comunales adquiridas por los pueblos de tela defendidos por una milicia burguesa.

## Geografía

### Geografía física
Picardía se caracteriza geomorfológicamente por la omnipresencia de creta en su parte norte y por la piedra caliza de la cuenca de París en su parte sur.
En términos de hidrografía, Picardía está compartida entre dos cuencas hidrográficas: la cuenca del Somme y la cuenca del Sena con su afluente Oise y sus subafluentes (Aisne, Thérain, etc.)

### Geografía humana
Picardía se caracteriza por la importancia numérica de su población rural y la ausencia de aglomeraciones muy grandes. La ciudad más importante es Amiens con 133 448 habitantes (270 000 habitantes para la comunidad de aglomeración Amiens metropolitana). Esta situación ya se presentaba en la Picardía del Antiguo Régimen.
La economía de la antigua provincia de Picardía se basaba en gran medida en la agricultura: cereales, colorantes o textiles que alimentaban una industria textil tanto urbana como generalizada en las zonas rurales.

## Localización
La provincia de Picardía, bajo la autoridad de un gobernador, unió los siguientes territorios: Calaisis o Pays de Reconquis, Boulonnais, Pays de Montreuil, Marquenterre, Ponthieu, Vimeu, Amiénois, Santerre, Vermandois, Thiérache, Noyonnais, etc. Esta unidad territorial tomó forma con la reunión en la corona de Francia de la herencia de Borgoña en 1477 a la muerte de Carlos el Temerario, último duque de Borgoña. A este territorio, en el siglo XVI, Calais y sus alrededores reconquistados estaban vinculados a Inglaterra.
Estos territorios formaron una entidad llamada "gobierno de Picardía", cuya capital era Amiens. Picardía fue administrado esencialmente por la generalidad de Amiens y en parte por la generalidad de Soissons.